# 果则沟村露德圣母堂
果则沟村露德圣母堂，位于中华人民共和国山西省晋城市高平市东城街街道果则沟村，是晋城市6座天主教堂中修建最早的一座，已列为高平市文物保护单位，其走廊是婚纱旅拍的取景圣地。。

## 历史
清道光十八年（1838年），外籍传教士铎德安神父创建小堂。光绪十六年（1891年），荷兰籍席开蒙神父在小堂以东建造露德圣母堂。光绪二十六年（1900年）10月19日夜，义和团一千多人攻下焚毁教堂，果则沟本堂神甫席开蒙化妆逃亡。次年重建。2002-2007年扩建。。

## 保护
2020年10月，果则沟村露德圣母堂公布为第一批高平市文物保护单位，编号1-20。